# Marty Jannetty
Frederick Marty Jannetty (3 de febrero de 1960) es un luchador profesional estadounidense, conocido por su paso por American Wrestling Association (AWA) y World Wrestling Federation (WWF). Jannetty destaca por haber formado junto a Shawn Michaels el equipo The Rockers, sin embargo también es recordado por el enorme éxito que tuvo su compañero a comparación suya, quedando sumamente eclipsado por Michaels incluso luego de la ruptura del equipo. Debido a esto, entre los fanes y los medios se le denomina el "Marty Jannetty"  de la agrupación al eslabón más débil o al menos exitoso en solitario de algún equipo o stable.
Jannetty ha sido una vez Campeón Intercontinental de WWF y una vez en Campeón Mundial en Parejas de WWF junto a 1-2-3 Kid. También ganó junto a Michaels el Campeón Mundial en parejas de AWA en dos ocasiones.

## Carrera

### National Wrestling Alliance (1984–1986)
Jannetty comenzó su carrera de lucha libre en abril de 1984, luchando en National Wrestling Alliance. Luchó en peleas como solista y como en parejas junto a diversos luchadores, entre ellos "Bulldog" Bob Brown, Dave Peterson y con Tommy Rogers. A finales de 1985 unió sus fuerzas con el novato Shawn Michaels, los dos se unieron como The Midnight Rockers y en aquella noche, rápidamente se ganaron los Campeonatos en parejas de los estados de Centroamérica de Los Mellizos Batten.

### American Wrestling Association (1986–1988)
En 1986, el dúo abandonó NWA e imigraron a la American Wrestling Association. En AWA, Jannetty y Michaels rápidamente se ganaron una reputación como parejas, gracias a sus electrizantes movimientos y muy atléticos movimientos finales. Los dos ganaron el Campeonato Mundial en Parejas de AWA en dos ocasiones, primero derrotando a Buddy Rose y Doug Somers y el segundo a los Original Midnight Express. También ganaron el Campeonato en Parejas del Sur de AWA dos veces después de derrotar a los Rock 'n' Roll RPMs y luego vencerlos de nuevo para volverlos a recuperar antes de saltar a World Wrestling Federation en 1988.

### World Wrestling Federation (1988–1992)

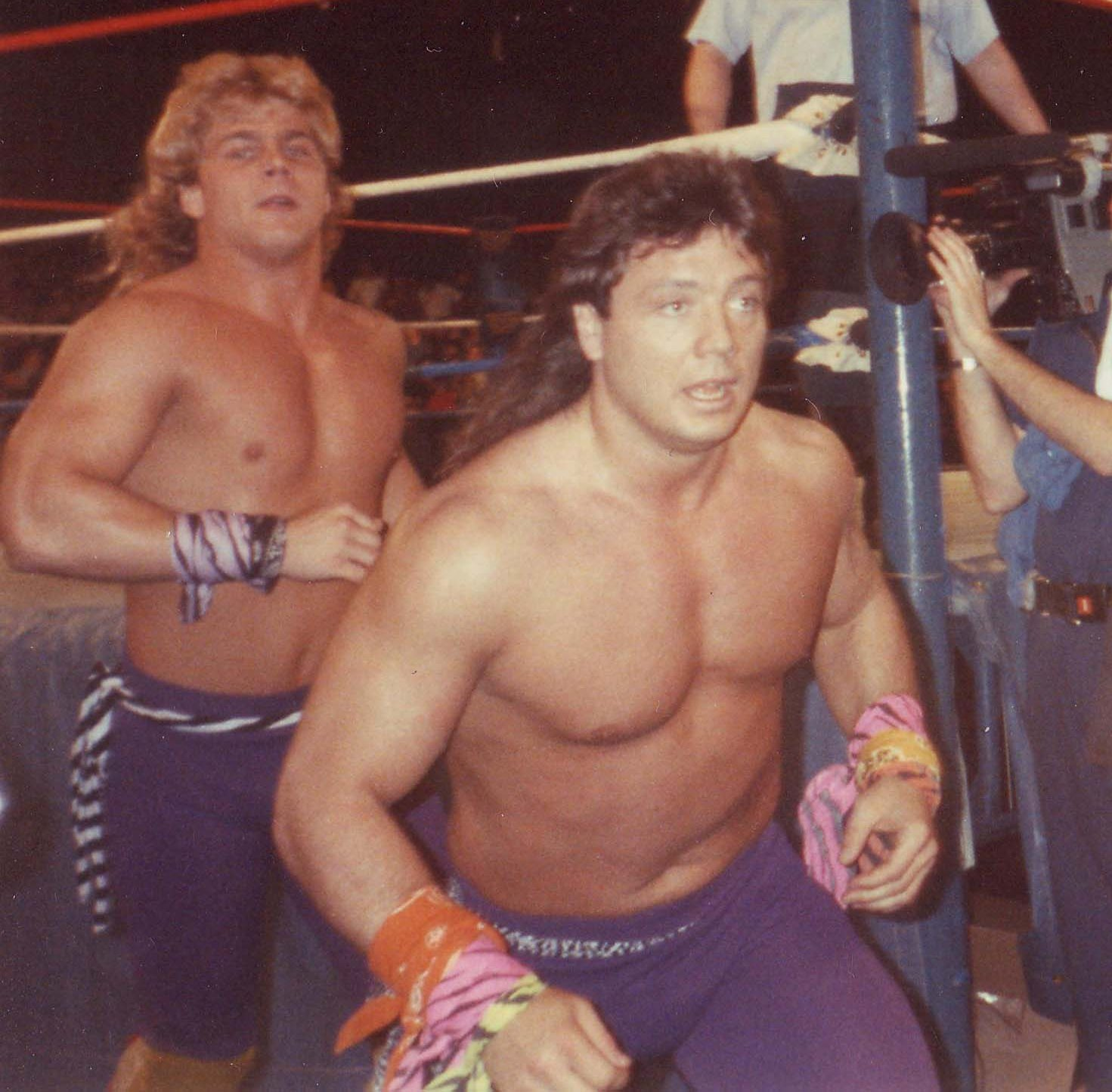
The Rockers (Shawn Michaels & Marty Janetty) en un evento de la WWF.

Llamándose simplemente The Rockers, Jannetty y Michaels hicieron que su popularidad creciera considerablemente después de su paso por AWA y el equipo fue llamado "especialistas en parejas" por el comentarista Gorilla Monsoon. Hicieron su debut en WWF en una grabación de televisión el 18 de junio de 1988 y se enfrentaron en equipos como Demolition, The Hart Foundation, y los Brain Busters por el resto de 1989.
A pesar de su exitoso pasado, The Rockers nunca oficialmente ganaron los Campeonato en parejas durante sus tres años de permanencia en WWF. En octubre de 1990, The Rockers fueron programados para ganar los títulos de la Hart Foundation, debido a Jim Neidhart, la mitad del equipo campeón, que a mitad de su reinado, comenzó a negociar su salida con WWF. La lucha fue grabada con The Rockers ganando los cinturones, pero poco después, Neidhart llegó a un acuerdo con su salida de WWF y finalmente fue recontratado. Las cinturones fueron devueltos a los Harts una semana más tarde, mientras que el cambio de campeones nunca fue transmitido, o incluso nunca se reconoció en la televisión. Cuando se difundió la noticia, WWF explicó que el resultado original fue anulada debido a un colapso del torniquete en el ring durante el combate.
En un Angle ocurrido en 1991, Michaels fue "accidentalmente" pateado en la cara durante una maniobra iniciada por Jannetty en uno de los Nasty Boys, que rompe el rostro de Michaels y el resultado fue la eliminación de Shawn en Survivor Series en Detroit, Míchigan. Michaels se levantó después de haber sido pateado y comenzó a gritarle a Jannetty, culpándolo de ser eliminado. El intento de ayudar a resolver sus diferencias, Brutus Beefcake invitó a ambos a su segmento de entrevista llamado "La barbería". Michaels y Jannetty parecían conciliarse, pero Michaels golpeó a Jannetty con su Sweet Chin Music y luego lo arrojó por la ventana.
Jannetty estaba inicialmente lesionado (perdiendo así la oportunidad de ganar la vacante por el Campeonato de WWF) en Royal Rumble antes de volver a iniciar una disputa que culminaría en WrestleMania VIII. Sin embargo, Jannetty fue arrestado por seis meses por arresto domiciliario tras atacar a un oficial de policía, por lo cual fue liberado de la compañía en marzo de 1992.

### World Wrestling Federation (1992–1994)
Jannetty regresó en octubre de 1992, desafiando a Michaels a una lucha en Royal Rumble 1993 por el Campeonato Intercontinental de WWF. Jannetty perdió después de la interferencia de Sensational Sherri. El feudo entre Jannetty y Michaels se debía prolongar, pero Jannetty fue liberado de su contrato de nuevo después de que se circularan rumores indicando que Jannetty había estado bajo la influencia de alcohol o drogas durante la lucha. Jannetty hasta el día de hoy niega haber estado ebrio en el evento, pero explica haber estado un poco cansado debido a la falta de sueño, y que el rumor había sido iniciado por Shawn Michaels, que supuestamente no estaba en las mejores condiciones de sí mismo en Royal Rumble.
Jannetty regresó una vez más en mayo de 1993, retando nuevamente a Michaels por el Campeonato Intercontinental de WWF después de aparecer de entre la multitud en Monday Night Raw. Jannetty ganó el título aquella noche, pero lo perdió ante el mismo unas semanas más tarde debido a la interferencia del guardaespaldas de Michaels Diesel. Según Jannetty fue Curt Hennig, quien lo trajo de regreso a WWF, que estaba en buenos términos con Vince McMahon y le convenció de que el mal desempeño en Royal Rumble fue realmente culpa de Shawn Michaels. Jannetty considera que su triunfo por el título se entiende como castigo por Shawn Michaels. A lo largo del verano de 1993, tuvo un feudo con Doink the Clown, luego de un tiempo, el feudo terminó con una victoria de Jannetty en un Best of three falls match en Monday Night Raw. Jannetty luego de su feudo forma un equipo con 1-2-3 Kid, estos tuvieron una lucha en Survivor Series 1993 y no solo ganó su equipo sino ambos fueron los únicos sobrevivientes.
Jannetty ganó finalmente los Campeonatos Mundiales en parejas con 1-2-3 Kid ante The Quebecers (Pierre y Jacques) en Monday Night Raw en la edición del 10 de enero. Sin embargo, lo perdió rápidamente una semana más tarde en el Madison Square Garden en un evento no televisado, 1-2-3 Kid recibió la cuenta de 3 por parte de uno de The Quebecers. Un clip del final de la lucha fue salida al aire en Royal Rumble 1994.

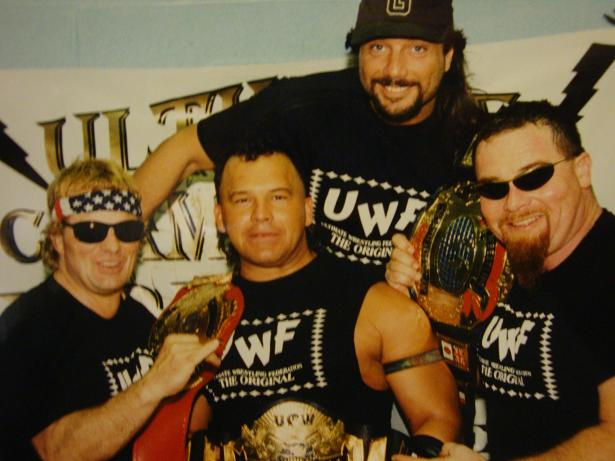
Jannetty (arriba) junto a Bruce Hart, Jim Neidhart y Chris Chavis.

El caso de Charles Austin se agravó justo antes de WrestleMania X, aunque ni WWF ni Jannetty dieran a conocer la razón por la cual el mismo sufrió la salida de la empresa, Jannetty sufriría otra salida de la empresa a mediados de 1995, pero aun así tendría varias apariciones en Extreme Championship Wrestling.

### World Wrestling Federation (1995–1996)
Más tarde en ese año, pocos meses después de que Michaels diera un giro importante en su carrera, Jannetty regresó a WWF en septiembre de 1995. Siguió luchando como Face, a pesar de la relación entre él y Michaels. Jannetty hizo equipo con Razor Ramon durante noviembre y diciembre en un feudo con Sycho Sid y el entonces heel 1-2-3 Kid. Fue un feudo popular, pero de corta duración, y una vez que todo había terminado, Jannetty comenzó a perder rumbo en la empresa.
En 1996, Jannetty cambió a heel al unirse a Leif Cassidy y los dos formaron el Stable llamado "The New Rockers", pero no tuvieron éxito en ganar los Campeonatos Mundiales en Parejas de WWF. Jannetty comenzó a intervenir sin éxito en luchas entre Michaels y Cassidy, por lo tanto Jannetty retó a Michaels por su Campeonato de WWF, pero la lucha terminó con victoria para Michales, esto produjo un descontento en Jannetty, y renunció a WWF por las malas Storylines.

### Circuito independiente (1997–2004)
Después de su carrera con World Wrestling Federation, Jannetty se unió a la sede independiente en Nueva York en la Ultimate Championship Wrestling en 1997 junto con otros exluchadores de WWF. Él volvió a aparecer en World Championship Wrestling en enero de 1998, donde compitió en la división de peso crucero antes de ser liberado de su contrato en marzo de 1999 por Eric Bischoff, mientras que Jannetty se recuperaba de una lesión en el hombro que sufrió durante una lucha con Konnan.

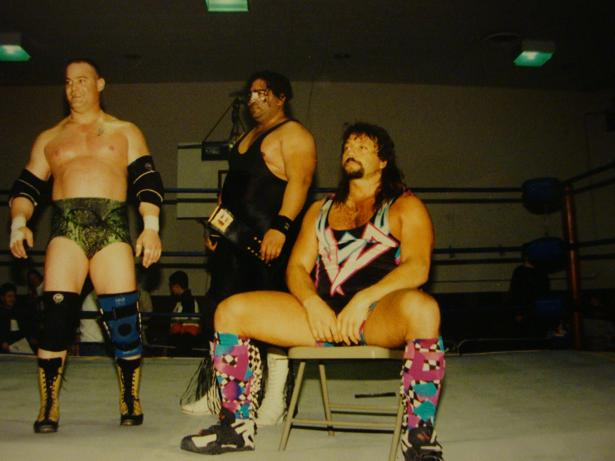
Jannetty (sentado) con Tommy Cairo y Falcon Coperis en la Ultimate Championship Wrestling.

Después de luchar en la Extreme Championship Wrestling en 2000, Jannetty reanuda sus trabajos en circuitos independientes, incluyendo una temporada en el circuito de Jimmy Hart XWF donde fue utilizado para traer otros luchadores más en las luchas de squash.

### Apariciones esporádicas (2005–2009)

#### 2005
En Monday Night Raw en la edición del 14 de marzo, Jannetty regresó para una reunión de una sola vez con su excompañero de The Rockers Shawn Michaels, ellos entraron al ring con su música, movimientos y videos originales, en contra de La Resistance (Sylvain Grenier y Rob Conway). Jannetty dio la victoria para ambos después de que usó su firma Rocker Dropper.
Aquella lucha fue como una preparación para Jannetty, ya que en la semana siguiente Kurt Angle lo desafiaría antes de su lucha con Shawn Michaels en WrestleMania 21. Angle afirmó en su desafío, que Jannetty había enseñado todo a Michaels, por lo tanto, "ambos son de igual calibre". Jannetty se vio comprometido a someterse al Angle Lock en una lucha de casi veinte minutos, pero un sorpresivo Jannetty quien se recuperó de todos los castigos de parte de Angle, pudo quedarse con la victoria y poder ganarle al Campeón Olímpico. WWE pronto le firmó un nuevo contrato, Pero debido a un incidente doméstico, fue detenido e incapaz de cumplir con los compromisos de su contrato con WWE, que conduce a su puesta en libertad el 6 de julio.

#### 2006
En Monday Night Raw en el episodio del 20 de febrero, Shawn Michaels se enfrentó a cuatro de los cinco miembros del Spirit Squad en el debut de los Squad. Después de que Michaels usara su Sweet Chin Music, Michaels fue atacado por los cinco miembros hasta que un desconocido se acercó al ring para defender a Michaels. Durante la lucha callejera, se reveló que el desconocido era Marty Jannetty que volvía a WWE a defender a su antiguo compañero de equipo. Más tarde en Raw, Vince McMahon salió a decir que le ofrecería a Jannetty un contrato de tiempo completo. McMahon agregó una estipulación, y Jannetty en la semana siguiente debería unirse a Mr. McMahon en su "Kiss My Ass Club".
Jannetty se negó a unirse a Mr. McMahon, pero Vince le ofreció una salida, le dio el desafío de romper la llave de rendición de Chris Masters la Masters Lock. Vince McMahon aprovechó el instante en que Jannetty se disponía a romper la llave para darle un golpe bajo. Poco después, como Jannetty no pudo lograr romper la llave, Shawn Michaels vino al ring para apoyar a su amigo, pero Shane McMahon apareció con una silla y golpeó a Michaels en su cabeza. El ex Rockers debía seguir el programa con los McMahon, pero Jannetty estuvo ausente en la próxima edición de Raw y en lugar de reunir a los The Rockers, Triple H y Shawn Michaels se reunieron como D-Generation X. El 3 de marzo, la WWE anunció que había roto todos sus lazos profesionales con Jannetty sin más explicaciones.
El 15 de septiembre, fue anunciado en WWE.com que Jannetty había firmado un nuevo contrato y que vuelve como un veterano para trabajar con jóvenes talentos. WWE.com también declaró que Jannetty junto con Brad Armstrong y Rodney Mack, comenzarían a trabajar con la empresa a tiempo completo.

#### 2007
Sin embargo, según Wrestling Observer Newsletter, Jannetty habría sido puestos en libertad una vez más el 29 de septiembre. Jannetty contrarrestó este rumor en su página de MySpace, diciendo que todo era falso. En enero de 2007, WWE Magazine declaró que Jannetty había sido despedido. El 22 de diciembre, Jannetty respondió a través de su página web MySpace, afirmando que se trataba de The Boogeyman, que había sido despedido y no regresó las llamadas de teléfono de WWE e insistió en que el artículo en la revista de WWE es falsa. En un blog en su página web, Jim Ross dijo que Marty Jannetty ya no estaba con WWE el 24 de diciembre debido a una orden de la corte en Florida que le impide viajar en el camino.
En Monday Night Raw en el episodio del 29 de septiembre, Mr. Kennedy mantenía un feudo con Shawn Michaels, Kennedy dijo que iba a hablar con tres personas que conocían muy bien a Michaels, como parte de una disputa entre él y Michaels. Los tres fueron impostores vestidos como Razor Ramon, Diesel, y Jannetty. Junto con un Michaels falso, cuando Michaels entró al ring, todos ellos fueron golpeados con un Sweet Chin Music. La semana siguiente en el 15.º aniversario de Raw, Jannetty apareció junto a Michaels en una entrevista. Michaels quería ver lo que sucedería cuando Kennedy luche contra el real Jannetty. Al final, fue derrotado por Kennedy.

#### 2009
En Monday Night Raw en la edición del 19 de octubre de 2009, The Miz se preparaba para su lucha contra John Morrison en la lucha Campeón vs Campeón en Bragging Rights, luchando con un luchador programado por el guest host de la noche Snoop Dogg, cuando el árbitro iba a dar la señal de dar comienzo a la lucha, Snoop Dogg hizo detener al árbitro para hacer cambio de planes, dejando la lucha entre The Miz vs Marty Jannetty, Jannetty logró hacer su Fist drop desde lo alto del esquinero, pero aun así no logró ganar. El 24 de octubre de ese mismo año, Jannetty hizo una aparición en la River City Wrestling en San Antonio, Texas ganado la lucha en contra de Joey Spector.

#### 2010
En 2010 Marty Janetty se fue de gira con la Ultimate Championship Wrestling a Nueva Escocia para su gira anual del Bushwacked. The Honky Tonk Man, Bushwacker Lucas, Doink the Clown y "Highlander" Robbie McAllister.
El 25 de junio de 2010, Jannetty hizo una aparición para la Revolution Championship Wrestling en South Bend, asociándose con los Large & InCharge (Brutus Dylan y Big Paulie) en contra de The Players Club ("The International Wrestling Superstar" Erico, "Shady" Chris Xion y Wayne "The Maniac" Mattie) (La estipulación de la lucha era si Jannetty y los Large & InCharge ganaran la lucha, Large & InCharge conseguirían que Erico y "Chris Xion" lucharan en una Steel Cage match en el próximo evento de la RCW y además en esa misma noche Erico debería arriesgar su PWW Heavyweight Championship ante Jannetty. Pero si "The Players Club" ganan la lucha, Large & InCharge nunca más volverían a estar en un evento de la RCW). El equipo de Jannetty logró la victoria, y además en el siguiente evento de la RCW, Jannetty consiguió el PWW Heavyweight Championship, venciendo a Erico.
El 26 de junio de 2010, Janetty hizo una aparición en la PPW en Michigan City, como el nuevo PWW Heavyweight Champion. Erico invocó su cláusula de revancha, y en la lucha Jannetty fue golpeado por "Shady" dándole la victoria a "Erico" y el PWW Heavyweight Champion.
El 15 de octubre de 2010, Jannetty hizo una aparición pública en una firma de autógrafos en el Big Buddha Sports Cards, una tienda de deportes y recuerdos, en Mt. Sterling, OH.

## Vida personal
En una lucha en parejas, Jannetty luchó en contra de Charles Austin. En medio de la lucha Jannetty falló en su técnica rompiéndole el cuello a Austin, como consecuencia Austin demandó a Jannetty, Michaels y a Titan Sports, cuando el caso terminó Austin recibió una cantidad desconocida de dinero.

## Campeonatos y logros
- American Wrestling Association
  - AWA World Tag Team Championship (2 veces) - con Shawn Michaels

- Central States Wrestling
  - NWA Central States Heavyweight Championship (2 veces)
  - NWA Central States Tag Team Championship (5 veces) – con Tommy Rogers (2), Bob Brown (2) y Shawn Michaels (1)
  - NWA Central States Television Championship (1 vez)

- Continental Wrestling Association
  - AWA Southern Tag Team Championship (2 veces) - con Shawn Michaels

- Dynamic Wrestling Alliance
  - DWA Internet Championship (1 vez)

- Platinum Wrestling Worldwide
  - PWW Heavyweight Championship (1 vez)

- Pro Wrestling Illustrated
  - Situado en el Nº13 en los PWI 500 de 1993
  - Situado en el Nº33 de los 100 mejores equipos - con Shawn Michaels PWI Years 2003
  - PWI Lucha del año - 1993, vs. Shawn Michaels Monday Night RAW 1993

- World Wrestling Federation
  - WWF Intercontinental Championship (1 vez)
  - WWF Tag Team Championship (1 vez) - con 1-2-3 Kid

- Wrestling Observer Newsletter
  - WON Equipo del año - 1989, con Shawn Michaels